# Jane Weinzapfel
Jane Weinzapfel es una educadora y arquitecta estadounidense. Junto con Andrea Leers, Weinzapfel creó en Boston, la empresa de arquitectura Leers Weinzapfel Asociados, que fue la primera compañía de mujeres en ganar el Premio de Firmas de Arquitectos, entregado por el Instituto Americano de Arquitectos, en 2007. Como antecedente, en 1994 fueron elegidas por el Instituto Americano de Arquitectos (Universidad de los Becarios).
Su carrera académica incluye las posiciones de enseñanza en el Instituto de Tecnología de Massachusetts de la Escuela de Arquitectura y Urbanismo (1974-1976) y la Universidad de Arizona (Facultad de Arquitectura), Arquitectura del Paisaje y Planificación (1996, 1999). Weinzapfel fue artista invitada en la Academia Americana en Roma.

## Primeros años y educación
Jane Hanson Weinzapfel nació en Minneapolis, Minnesota y se crio en Tucson, Arizona. Obtuvo la licenciatura de Arquitectura en la Universidad de Arizona. Fue alumna en Cambridge, Massachusetts, de Earl Flansburgh. Weinzapfel también trabajó en Wallace Floyd Ellenzweig Moore, Inc., donde participó de notables proyectos como el telescopio de espejo múltiple en el Monte Hopkins, Arizona y la Estación Multimodal de MBTA, Cambridge. En 1982, ella y Andrea Leers establecieron Leers Weinzapfel Asociados en Boston, Massachusetts.

## Proyectos significativos
- Universidad Estatal de Ohio - Regional Este, Chiller Plant, Columbus
- Paul S. Russell, MD Museo de Historia Médica e Innovación, Massachusetts General Hospital, Boston.
- Universidad de Pensilvania - Gateway Chiller Plant, Filadelfia[1][2][3]
- MIT Escuela de Arquitectura, Cambridge
- MBTA Centro de Control de Operaciones, Boston
- Observatorio Grainger, Phillips Exeter Academy, Exeter

## Conferencias significativas
- "Women of Architecture: Extended Territories: Leers Weinzapfel Associates" National Building Museum & Beverly Willis Architecture Foundation, con Andrea Leers (2014)
- "No Site in Sight: Recent Urban Projects" RIBA Oman Chapter and Muscat Municipality Public Lecture, Muscat, Omán (2012)
- "Design Excellence" Sponsored by Committee on Design, AIA National Convention, Washington D. C. and public forum, Columbus (2012)
- "Cityscapes" Richard N. Campen Lecture Series, Case Western Reserve University, Cleveland (2007)

## Exposiciones
- Athenaeum Museum of Architecture, The European Centre for Architecture, Art, Design & Urban Studies & Metropolitan Arts Press, Atenas, Grecia (2012)
- Athenaeum Museum of Architecture, The European Centre for Architecture, Art, Design & Urban Studies & Metropolitan Arts Press "The City & The World", Estambul, Turquía (2014-2015)
- World Architecture Festival, Singapur (2012)

## Premios
- Boston Society of Architects Premio de Honor (2009)
- Award of Excellence, BSA Mujeres en Comité de Diseño  (2000)

## Cargos
- Sociedad de Arquitectos de Boston, Presidente (2006)
- Colegio de Arquitectos de Boston, Superintendente (2011-2015)
- Colegio de Arquitectos de Boston, Ronda de Directores, Fideicomisario (2006-2010)
- Boston de a Pie, Ronda de Directores, Fideicomisario (2006-2015)
- Boston de a Pie, Jefe de Ronda de Directores (2008-2010)